# Władysław Zajdler (1919–1973)

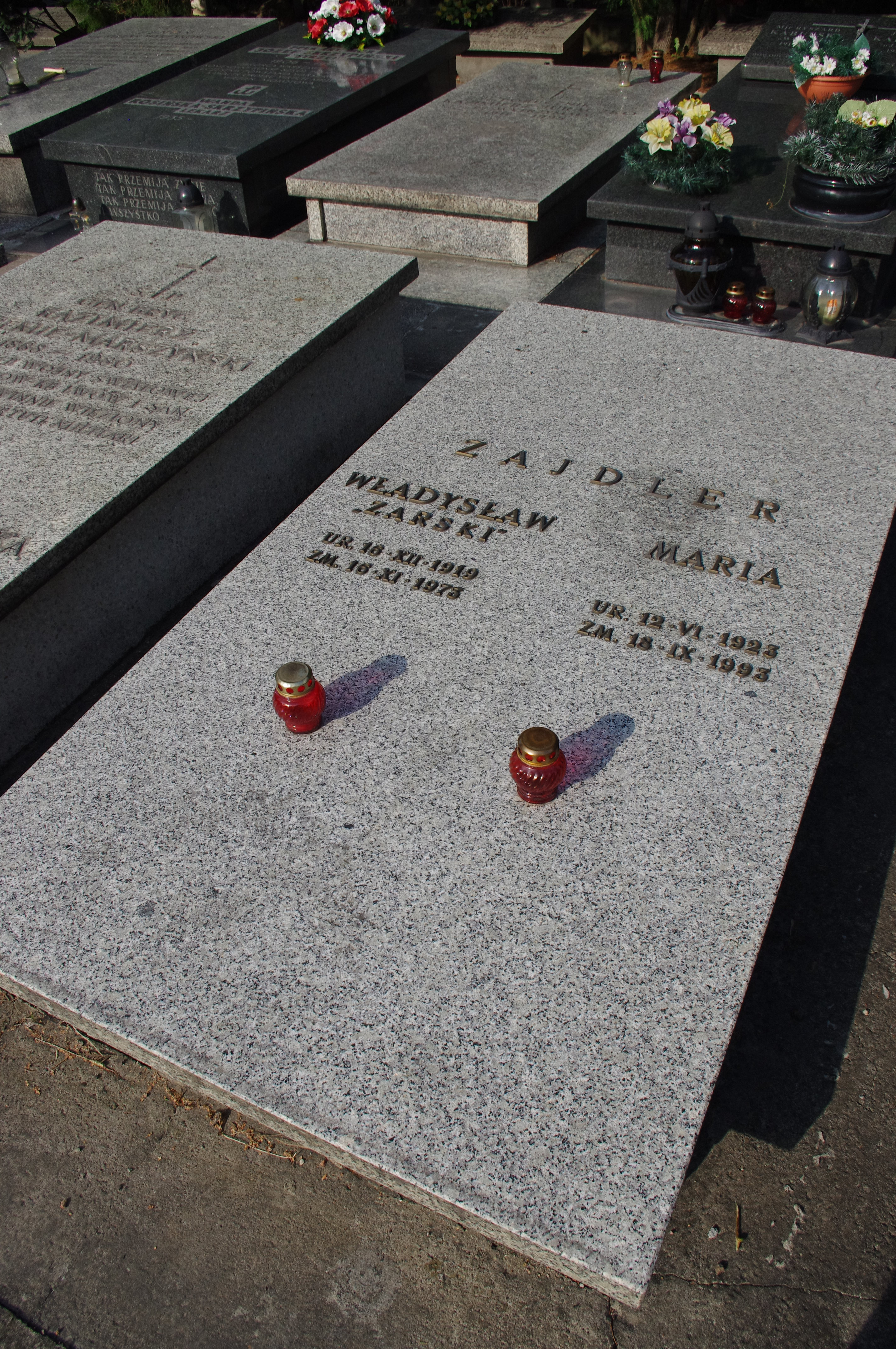
Grób Władysława Zajdlera ps. Żarski na cmentarzu Wojskowym na Powązkach w Warszawie

Władysław Zajdler, ps. „Żarski”, „Jan” (ur. 16 grudnia 1919 w Kamieniu Koszyrskim, zm. 16 listopada 1973 w Warszawie) – podporucznik OW-KB i AK, uczestnik powstania w getcie warszawskim i powstania warszawskiego, publicysta.

## Życiorys
Urodził się w rodzinie Władysława i Heleny. Studiował medycynę we Lwowie. Działał w organizacji Zbrojne Wyzwolenie, która następnie weszła w skład Korpusu Bezpieczeństwa AK. W 1940 aresztowany przez NKWD we Lwowie. Następnie był żołnierzem Kieleckiego Okręgu Armii Krajowej – 79. pułku piechoty AK, później działał w Warszawskim Okręgu AK.

### Powstanie w getcie
Miał on wziąć udział w powstaniu w getcie warszawskim podczas tzw. bitwy na placu Muranowskim, kiedy to przez łącznika Żydowskiego Związku Wojskowego (ŻZW), dowódca odcinka Dawid Moryc Apfelbaum wezwał na pomoc żołnierzy Korpusu Bezpieczeństwa.
Według relacji Władysława Zajdlera „Żarskiego”, 27 kwietnia w walkach na placu Muranowskim uczestniczył również 18-osobowy oddział „W” plutonu Korpusu Bezpieczeństwa (autonomicznej organizacji powiązanej z AK), dowodzony przez Henryka Iwańskiego „Bystrego” z KB, w skład którego wchodziła drużyna dowodzona przez Władysława Zajdlera „Żarskiego” oraz sekcja Lejewskiego „Garbarza”. Według relacji Zajdlera 27 kwietnia Polacy przedostali się tam tunelem do walczących, z uzupełnieniem broni, amunicji i żywności, ale wobec zupełnego wyczerpania powstańców zastąpili oni oddział ŻZW pod dowództwem Dawida Apfelbauma na kluczowej pozycji między ruinami w okolicy nieistniejącego już placu Muranowskiego a ulicą Nalewki (dzisiejsza ul. Bohaterów Getta), odpierając niemieckie i łotewskie ataki wsparte przez broń pancerną. Jak relacjonuje Żarski: „(...) pod osłoną dwóch czołgów ruszyło natarcie piechoty SS. Granaty i kule walczących ramię w ramię bojowników polskich i żydowskich posypały się na hitlerowców. Atak odparto. Bojowcy zebrali zdobyczną broń”. W ciężkich całodziennych walkach obronnych śmierć ponieść miało trzech podkomendnych Iwańskiego – jego brat oraz jego dwaj synowie, zginąć miało też dziesięciu Żydów, wśród nich Dawid Apfelbaum. Sam Iwański odniósł rany i, wraz z 30 innymi rannymi, został wyniesiony tunelem z powrotem przez swoich ocalałych żołnierzy. Jak podają niektóre opracowania, „wraz z ŻZW walczy w getcie tego dnia oddział Korpusu Bezpieczeństwa pod dowództwem kapitana Iwańskiego (…), który ponosi pewne straty (ginie m.in. syn Iwańskiego)”.

#### Kontrowersje co do udziału w walkach w getcie
Historycy nie są zgodni co do udziału Polaków z Korpusu Bezpieczeństwa w walkach na placu Muranowskim 27 kwietnia 1943 roku. Niektórzy historycy kwestionują prawdziwość relacji Władysława Zajdlera „Żarskiego”: Według Barbary Engelking i Jacka Leociaka relacja ta nie znajduje potwierdzenia w żadnych innych źródłach, a przy tym wiadomo, że oddziały ŻZW opuściły getto przed 27 kwietnia. O ile więc ta relacja jest prawdziwa, to – zdaniem tych historyków – Zajdler myli się co do daty albo miejsca walk.
Również zdaniem Dariusza Libionki i Laurence’a Weinbauma nie tylko Zajdler, ale również Iwański sfałszował relacje na temat swojego uczestnictwa w walkach w getcie w celu uzyskania przywilejów kombatanckich. Argumentują to tym, że relacja Zajdlera o bitwie pojawiła się dopiero w 1962, a we wcześniejszej, bardzo obszernej relacji, złożonej w 1948, Iwański nie wspomina o bitwie z 27 kwietnia, o śmierci członków swojej rodziny, ani o wspólnej walce z Zajdlerem. Libionka i Weinbaum – powołując się na inne nieścisłości (np. data powstania Korpusu Bezpieczeństwa to dopiero jesień 1943) – twierdzą, że relacje o wspólnej z ŻZW walce Iwańskiego i Zajdlera są nieprawdziwe. Autorzy ci kwestionują również fakt wywieszenia nad gettem dwóch flag – żydowskiej i polskiej. Ich zdaniem historia jest piękną legendą, nieznajdującą niestety potwierdzenia w poważnych źródłach historycznych. Kwestionują oni również istnienie Dawida Apfelbauma.

#### Zwolennicy i propagatorzy wersji Zajdlera
Historię udziału Zajdlera i Iwańskiego w powstaniu w getcie oraz współpracy OW-KB z ŻZW, opisywał w swoich licznych publikacjach Tadeusz Bednarczyk pseudonim „Bednarz” lub „Tadeusz”. Był on również oficerem OW-KB i według własnej relacji pełnił funkcję koordynatora Korpusu Bezpieczeństwa oraz AK do pomocy dla powstających konspiracyjnych wojskowych oddziałów żydowskich. Swoje relacje zawarł między innymi w publikacjach Walka i pomoc. OW-KB a organizacja ruchu oporu w getcie warszawskim (Wyd. Iskry, Warszawa 1968), Obowiązek silniejszy od śmierci: wspomnienia z lat 1939–1944 o polskiej pomocy dla Żydów w Warszawie (Wyd. Grunwald, Warszawa 1986, ISBN 83-00-00776-8) oraz Życie codzienne warszawskiego getta (Wyd. Ojczyzna, Warszawa 1995, ISBN 83-86449-02-0).

### Powstanie Warszawskie
W powstaniu warszawskim wziął udział jako żołnierz Armii Krajowej – VII zgrupowania (batalion) „Ruczaj” – 1. kompanii – pluton 137, a od 20 września był żołnierzem 8. Dywizji Piechoty AK im. Romualda Traugutta – 21. pułk piechoty „Dzieci Warszawy”. walczącej na Żoliborzu. Po powstaniu dostał się do niewoli niemieckiej.

### Okres powojenny
W 1950 został aresztowany przez UB w Warszawie pod zarzutem współpracy z niemieckim okupantem. Tajny współpracownik UB/SB o ps. „Karpiński”. Pozyskany w 1951 do rozpracowania A. Petrykowskiego (byłego szefa Korpusu Bezpieczeństwa) oraz innych członków tej organizacji. W 1954 kontakt został przerwany. Nawiązany ponownie 8 maja 1957.
Władysław Żarski-Zajdler był autorem pracy wspomnieniowej „Ruch oporu w latach 1939–1944 na Białostocczyźnie” (Wojskowy Instytut Historyczny, 1966).
Zmarł w Warszawie, pochowany w kwaterze OW-KB na cmentarzu Wojskowym na Powązkach (kwatera B28-1-19).
Pośmiertnie odznaczony Warszawskim Krzyżem Powstańczym.